# Orquesta Sinfónica de la Radio de Ucrania
La Orquesta Sinfónica de la Radio de Ucrania (ucraniano: Симфонічний оркестр Українського радіо, romanizado: Symfonichnyi orkestr Ukrainskoho radio; anteriormente Orquesta Sinfónica NRCU, Симфонічний оркестр НРКУ, Symfonichnyi orkestr NRKU) es la orquesta de radiodifusión de la radio ucraniana desde 1929. Ahora la orquesta forma parte de la emisora pública nacional.
La base de ensayos y el principal lugar de conciertos de la orquesta es la Casa de Grabación de la Radio Ucraniana, situada en Kiev.

## Historia
La recién creada orquesta del Centro Radiofónico Ucraniano de la época, actuó por primera vez en público el 5 de octubre de 1929, lo que fue seguido por la aclamación de la crítica y hasta la fecha se considera un momento importante de la historia cultural ucraniana. Los mejores músicos de la antigua capital de Ucrania, Járkov, fueron invitados a formar parte de la orquesta dirigida por Yakiv Rozenshteyn. La orquesta de 45 músicos formaba parte del radioteatro. Su primer ciclo sinfónico con obras de Piotr Ilich Chaikovski comenzó poco después de la inauguración, el 14 de octubre, con su 5ª sinfonía y 3ª suite orquestal.
Debido a los cambios políticos y las transiciones internas, la orquesta se trasladó a la nueva capital de Ucrania, Kiev, y aumentó su número a 60 músicos. Pronto se convirtió en la única orquesta sinfónica apoyada por el gobierno que se dedicaba exclusivamente a la música sinfónica, y continuó con las transmisiones, los conciertos públicos y las grabaciones para sellos musicales de Ucrania y de todo el mundo. Especialmente sus grabaciones en vídeo tuvieron un gran éxito comercial, ya que los conciertos se consideraban acontecimientos culturales nacionales y contribuían a los fondos de la radio ucraniana.
Los logros de las orquestas en la preservación de la tradición musical de Ucrania en particular y de Europa del Este en general, produciendo más de 10.000 grabaciones de obras orquestales, se han visto recompensados con la concesión del título de Colectivo de Honor y el estatus académico por sus especiales méritos en el desarrollo del arte musical en Ucrania.
A lo largo de los años, la orquesta ha colaborado con directores de fama mundial como Mykola Kolessa, Natan Rakhlin, Theodore Kuchar, Aram Gharabekian y muchos otros, y ha realizado giras por toda Europa y Asia, como Alemania, Italia, Francia, España, Polonia, Corea del Sur, Irán y Argelia.

## Antiguos directores de la orquesta
- Yakiv Rozenshteyn
- Herman Adler
- Mykhailo Kanershteyn
- Petro Polyakov
- Kostyantyn Simeonov
- Vadym Gnedash
- Volodymyr Sirenko
- Viatcheslav Blinov
- Volodymyr Sheiko (Desde entonces 2005)